# Depë Zenebishi
Depë Zenebishi (ur. 1379, zm. 1435) – albański powstaniec, dowódca powstańczego oddziału w rejonie Gjirokastry podczas powstania albańskiego z lat 1432-1436. Na początku 1433 roku został pojmany przez oddziały Turahana Beja, a dwa lata później stracony.